# Delphine Claudelová
Delphine Claudelová (* 23. března 1996 Remiremont) je francouzská běžkyně na lyžích, historicky první francouzská vítězka závodu Světového poháru.

## Výsledky

### Výsledky ve Světovém poháru
| Sezóna  | Věk | Sezónní výsledky | Sezónní výsledky | Sezónní výsledky | Sezónní výsledky | Výsledky na Ski Tour | Výsledky na Ski Tour | Výsledky na Ski Tour | Výsledky na Ski Tour |
| Sezóna  | Věk | Celkově          | Distance         | Sprinty          | U23              | Nordic Opening       | Tour de Ski          | Ski Tour 2020        | WC Final             |
| ------- | --- | ---------------- | ---------------- | ---------------- | ---------------- | -------------------- | -------------------- | -------------------- | -------------------- |
| 2016/17 | 20  | NC               | NC               | NC               | NC               | —                    | —                    | —                    | —                    |
| 2017/18 | 21  | NC               | NC               | NC               | NC               | DNF                  | DNF                  | —                    | —                    |
| 2018/19 | 22  | 69.              | 52.              | 53.              | 11.              | —                    | DNF                  | —                    | 49.                  |
| 2019/20 | 23  | 32.              | 26.              | 67.              | —                | —                    | 23.                  | 16.                  | —                    |
| 2020/21 | 24  | 26.              | 23.              | NC               | —                | 43.                  | 16.                  | —                    | —                    |
| 2021/22 | 25  | 21.              | 14.              | NC               | —                | —                    | 11.                  | —                    | —                    |
| 2022/23 | 26  | 21.              | 13.              | 115.             | —                | —                    | 10.                  | —                    | —                    |
| 2023/24 | 27  | 16.              | 13.              | 76.              | —                | —                    | 10.                  | —                    | —                    |

### Výsledky na OH
| Rok  | Věk | 10 km | 15 km skiatlon | 30 km hromadný start | sprint | 4 × 5 km štafeta ženy | sprint dvojic |
| ---- | --- | ----- | -------------- | -------------------- | ------ | --------------------- | ------------- |
| 2018 | 21  | 57.   | —              | —                    | —      | 12.                   | —             |
| 2022 | 25  | —     | 9.             | 7.                   | —      | 12.                   | —             |

### Výsledky na MS
| Rok  | Věk | 10 km | 15 km skiatlon | 30 km hromadný start | sprint | 4 × 5 km štafeta ženy | sprint dvojic |
| ---- | --- | ----- | -------------- | -------------------- | ------ | --------------------- | ------------- |
| 2019 | 22  | —     | 31.            |                      | 35.    | 8.                    | —             |
| 2021 | 24  | 22.   | 7.             | 17.                  | —      | —                     | —             |
| 2023 | 26  | 23.   | 10.            | —                    | —      | 6.                    | —             |